# Л'Абержман (Во)
Л'Абержман (фр. L'Abergement) — громада  в Швейцарії в кантоні Во, округ Юра-Нор-Водуа.

## Географія
Громада розташована на відстані близько 80 км на захід від Берна, 27 км на північний захід від Лозанни.
Л'Абержман має площу 5,8 км², з яких на 5,3% дозволяється будівництво (житлове та будівництво доріг), 39,6% використовуються в сільськогосподарських цілях, 55,1% зайнято лісами, 0% не є продуктивними (річки, льодовики або гори).

## Демографія
2019 року в громаді мешкало 242 особи (-2,4% порівняно з 2010 роком), іноземців було 6,6%. Густота населення становила 42 осіб/км².
За віковим діапазоном населення розподілялося таким чином: 23,6% — особи молодші 20 років, 57,9% — особи у віці 20—64 років, 18,6% — особи у віці 65 років та старші. Було 98 помешкань (у середньому 2,5 особи в помешканні).
Із загальної кількості 38 працюючих 21 був зайнятий в первинному секторі, 10 — в обробній промисловості, 7 — в галузі послуг.